# Dipartimento delle Colline
Il dipartimento delle Colline (ufficialmente département des Collines, in francese) è uno dei 12 dipartimenti del Benin, situato nel centro-sud del Benin con 625 653 abitanti (stima 2006). Fu creato nel 1999 dopo la spartizione dei sei precedenti dipartimenti negli odierni dodici, da un'area del dipartimento di Zou. La sede amministrativa (capoluogo) è la città di Savalou. Collines confina con i dipartimenti di Plateau, Borgou, Zou e Donga.

## Comuni
Collines è suddiviso nei comuni di:
- Bantè
- Dassa-Zoumè
- Glazoué
- Ouèssè
- Savalou
- Savè